# Hillwood
Hillwood – miasto w Australii, w północnej części Tasmanii.